# Giuseppe Sarti
Giuseppe Sarti (Faenza, 1 de diciembre de 1729 (bautizo) - Berlín, 28 de julio de 1802) fue un compositor de ópera italiano.

## Biografía
Aunque la fecha de su nacimiento permanece desconocida, se conoce que el 1 de diciembre de 1729 fue bautizado. Algunas fuentes recientes sitúan la fecha de su nacimiento el 28 de diciembre, pero su bautismo prueba que este dato es erróneo.
Completó sus estudios musicales con el padre Giovanni Battista Martini, y fue nombrado organista de la catedral de Faenza antes de los diecinueve años. Renunció a su nombramiento en 1750 para dedicarse al estudio de la música dramática, llegando a ser director del Teatro de Faenza en 1752. Durante mucho siempre se creyó que Pompeo in Armenia fue su primera obra, pero no existe ninguna prueba escrita que lo atestigüe; su primer trabajo fue sin duda Il re pastore, estrenada en Pesaro en 1752. Sus obras posteriores fueron Medonte, Demofoonte y Olimpiade, con las que se ganó una reputación que provocó que en 1753 el rey Federico V de Dinamarca le invitara a Copenhague como hofkapellmeister y director de ópera. En este lugar estrenó Ciro riconosciuto.
En 1765 regresó a Italia para reclutar nuevos cantantes, pero la muerte del rey Federico puso fin a su estancia en tierras danesas. En 1769 se trasladó a Londres, donde dio clases de música para poder sobrevivir. En 1779 fue nombrado maestro de capilla de la catedral de Milán, cargo que mantuvo hasta 1784. Aquí ejerció su verdadera vocación compositora, escribió al menos veinte de sus obras y música sacra para los oficios de la catedral. También en esta etapa ejerció de profesor de música, teniendo como alumno a Luigi Cherubini.
En 1784, Sarti fue invitado a San Petersburgo por la emperatriz Catalina II de Rusia. Por el camino estuvo en Viena, donde el emperador José II de Habsburgo le recibió con gran honor, y conoció a Mozart. Llegó a San Petersburgo en 1785, donde acto seguido le nombraron director de ópera, compuso nuevas piezas y obras de música sacra, incluyendo un Te Deum por la victoria de Ochákov en la Guerra ruso-turca (1787-1792), donde introdujo un disparo real de un cañón y campanas de iglesia.
Permaneció en Rusia hasta 1801, cuando por problemas de salud pidió permiso para salir del país. El tzar Alejandro I de Rusia le concedió en 1802 una generosa pensión; anteriormente Catalina II le había concedido el título nobiliario. Sus óperas de mayor éxito en Rusia fueron Armida e Rinaldo y Gli inizi del governo di Oleg. Murió en Berlín en el camino de regreso a Italia.

## Obras
La ópera Fra i due litiganti il terzo gode fue inmortalizada por Mozart, quien introdujo un fragmento de esta ópera en la escena de la cena de Don Giovanni. También la obra Le nozze di Figaro de Mozart le debe muchas influencias de la misma obra, que el compositor austríaco estrenó en Viena en 1784: sucedió lo mismo con Lorenzo da Ponte, el complejo último acto de Fra i due litiganti il terzo gode le sirvió de modelo a Mozart para el último acto de Figaro.

### Óperas
- Il re pastore (1752)
- Il Vologeso (1754)
- Antigono (1754)
- Ciro riconosciuto, (1755)
- Arianna e Teseo (1756)
- Anagilda (1758)
- Armida abbandonata (1759)
- Achille in Sciro (1759)
- Andromaca (1759-1760)
- Filindo (1760)
- Nitteti (1760) (Copenhague, 1ª versión)
- La Semiramide riconosciuta (1762)
- Didone abbandonata (1762)
- Il gran Tamerlano (1764)
- Nitteti (1765) (Venecia, 2ª versión)
- Le gelosie villane (1776)
- Medonte, re di Epiro (1777)
- Adriano en Siria (1778)
- Giulio Sabino (1781)
- Alessandro e Timoteo (1782)
- Fra i due litiganti il terzo gode (1782)
- Gli Amanti Consolati (1784)
- Armida e Rinaldo (1786)
- Siroe, re di Persia (1799)
- Enea nel Lazio (1799)